# Coleophora saudita
Coleophora saudita é uma espécie de mariposa do gênero Coleophora pertencente à família Coleophoridae.